# フランチシェック・イエジュ
フランチシェック・イエジュ（František Jež、1970年12月16日 - ）は、チェコスロバキア及びチェコの元スキージャンプ選手。1980年代末から90年代に活躍した。ズリーン州Valašské Meziříčí出身。

## プロフィール
1987/88シーズンのジャンプ週間にチェコスロバキア代表としてデビュー。
1988年オーストリア、ザールフェルデンで行われたノルディックスキージュニア世界選手権では団体で銅メダルを獲得している。
イエジュは1989/90シーズンに大きくブレイクした。
開幕から上位入賞を続け、ジャンプ週間第4戦のビショフスホーフェンでワールドカップ初優勝、西ドイツのディーター・トーマに次ぐ総合2位となった。さらに2月中に3勝をあげ、ワールドカップ総合5位に入った。
ただし、このシーズンの4勝以外にワールドカップでの勝利は無い。
1991/92シーズンはジャンプ週間で総合5位となり、1992年アルベールビルオリンピックではノーマルヒル23位、ラージヒル13位、団体戦では銅メダルを獲得した。
翌1993年の世界選手権で団体戦銀メダル獲得。
その後はあまり目立った成績は残せず、1998年長野オリンピックにも出場したがノーマルヒル、ラージヒルとも24位、団体戦7位に終わった。1998年に現役を引退した後は自動車リース会社や金融会社を経営するとともにスポーツ選手のマネジメントを行い、ヤクブ・ヤンダのマネージャーとして彼の活躍を助けた。